# Lacul Valea Rea
Lacul Valea Rea (monument al naturii) este o arie protejată de interes național ce corespunde categoriei a III-a IUCN (rezervație naturală de tip mixt), situată în județul Argeș, pe teritoriul administrativ al comunei Rucăr.

## Descriere
Rezervația naturală declarată prin Legea Nr.5 din 6 martie 2000, se află în partea sudică a Munților Făgăraș, între Vârful Galbenele (2.456 m), Vârful Găleșescu Mare (2.470 m) și Vârful Moldoveanu (2.544 m), în bazinul râul Doamnei-căldarea Valea Rea, la o altitudine de 2.156 m, și are o suprafață de 0,50 hectare.
Aria naturală reprezintă un lac de origine glaciară, alimentat de trei izvoare. La ieșirea din lac se formează albia râului Valea Rea, unul din cei doi afluenți al râului Doamnei. 